# 송죽동 (수원시)
송죽동(松竹洞)은 대한민국 경기도 수원시 장안구의 중앙에 위치한 법정동이다.

## 개요
‘송죽’이라는 동이름은, 이 지역이 예전부터 ‘소나무’와 ‘대나무’가 많아서 ‘솔대’ 또는 ‘송죽’이라 불리던 것을 이어 받은 것이다. 송죽동은 수원북부지역에 위치한 중산층 밀집지역으로 과학, 교육, 언론의 중심지이다. 만석공원, 산림욕장 등이 전체 행정구역의 절반을 차지한다.

## 법정동
- 송죽동

## 교육

### 수원시장안구사립대학교
- 성균관대학교 자연과학캠퍼스

### 수원시장안구사립전문대학
- 동남보건대학교

## 교통
- 경수산업도로